# Dyscia fusca
Dyscia fusca är en fjärilsart som beskrevs av Barend J. Lempke 1952. Dyscia fusca ingår i släktet Dyscia och familjen mätare. Inga underarter finns listade i Catalogue of Life.